# Championnats d'Asie de boxe amateur 2002
Navigation
Édition précédente Édition suivante
La 21e édition des championnats d'Asie de boxe amateur s'est déroulée à Seremban, Malaisie, du 18 au 25 juin 2002.

## Résultats

### Podiums
| Catégories                    | Or                 | Argent                 | Bronze                                       |
| Poids mi-mouches (-48 kg)     | Hong Moo-won       | Lhyven Salazar         | Kyaw Swar Aung Suban Pannon                  |
| Poids mouches (-51 kg)        | Somjit Jongjohor   | Mai Kangde             | Tulashboy Doniyorov Aman Matybayev           |
| Poids coqs (-54 kg)           | Bekzod Khidirov    | Chotipat Wongprates    | Ferdie Gamo Choe Phyong-Chol                 |
| Poids plumes (-57 kg)         | Haider Ali         | Sutthisak Samaksaman   | Chen Tongzhou Uranchimegiin Mönkh-Erdene     |
| Poids légers (-60 kg)         | Adnan Yusoh        | Yousef Hamidi          | Somluck Kamsing Tserennadmidiin Munkhchuluun |
| Poids super-légers (-63,5 kg) | Bakhyt Sarsekbayev | Shin Myung-hoon        | Asghar Ali Shah Samal Bissenov               |
| Poids welters (-67 kg)        | Manon Boonjumnong  | Bakhtiyar Artayev      | Jon Ryon-hyok Sherzod Husanov                |
| Poids super-welters (-71 kg)  | Ha Dabateer        | Kymbatbek Ryskulov     | Waiyavit Narerak Andrey Permyakov            |
| Poids moyens (-75 kg)         | Utkirbek Haydarov  | Moon Young-seung       | Somchai Chimlun Maxat Baktybazarov           |
| Poids mi-lourds (-81 kg)      | Ikrom Berdiev      | Mohammad Reza Gharouni | Harpreet Singh Choi Ki-soo                   |
| Poids lourds (-91 kg)         | Shaukat Ali        | Rouhollah Hosseini     | Naser Al-Shami Sergey Mihaylov               |
| Poids super-lourds (+91 kg)   | Rustam Saidov      | Alireza Esteki         | Harpal Singh Zhang Junlong                   |

### Tableau des médailles
| Place | Pays              | Médaille d'or, Asie | Médaille d'argent, Asie | Médaille de bronze, Asie | Total |
| ----- | ----------------- | ------------------- | ----------------------- | ------------------------ | ----- |
| 1     | Ouzbékistan       | 5                   | 0                       | 3                        | 8     |
| 2     | Thaïlande         | 2                   | 2                       | 4                        | 8     |
| 3     | Pakistan          | 2                   | 0                       | 1                        | 3     |
| 4     | Corée du Sud      | 1                   | 2                       | 1                        | 4     |
| 5     | Chine             | 1                   | 1                       | 2                        | 4     |
| 6     | Malaisie          | 1                   | 0                       | 0                        | 1     |
| 7     | Iran              | 0                   | 3                       | 0                        | 3     |
| 8     | Kazakhstan        | 0                   | 1                       | 4                        | 5     |
| 9     | Philippines       | 0                   | 1                       | 1                        | 2     |
| 9     | Syrie             | 0                   | 1                       | 1                        | 2     |
| 11    | Kirghizistan      | 0                   | 1                       | 0                        | 1     |
| 12    | Inde              | 0                   | 0                       | 2                        | 2     |
| 12    | Mongolie          | 0                   | 0                       | 2                        | 2     |
| 12    | Corée du Nord     | 0                   | 0                       | 2                        | 2     |
| 15    | Birmanie          | 0                   | 0                       | 1                        | 1     |
| Total | 15 pays médaillés | 12                  | 12                      | 24                       | 48    |